# Seneca (Dakota du Sud)
Pour les articles homonymes, voir Seneca.
Seneca est une municipalité américaine située dans le comté de Faulk, dans l'État du Dakota du Sud.
Fondée en 1887, la localité doit son nom à la ville de Seneca Falls dans l'État de New York.

## Démographie
| 1910 | 1920 | 1930 | 1940 | 1950 | 1960 |
| ---- | ---- | ---- | ---- | ---- | ---- |
| 321  | 264  | 318  | 243  | 204  | 161  |

| 1970 | 1980 | 1990 | 2000 | 2010 | - |
| ---- | ---- | ---- | ---- | ---- | - |
| 118  | 103  | 81   | 58   | 38   | - |

Selon le recensement de 2010, Seneca compte 38 habitants. La municipalité s'étend sur 0,42 milles carrés (1,09 km2).